# Ceromitia brevilobata
Ceromitia brevilobata là một loài bướm đêm thuộc họ Adelidae. Loài này có ở Nam Phi.